# Tragocephala nigroapicalis
Tragocephala nigroapicalis är en skalbaggsart som beskrevs av Stefan von Breuning 1938. Tragocephala nigroapicalis ingår i släktet Tragocephala och familjen långhorningar.
Artens utbredningsområde är Kenya. Inga underarter finns listade i Catalogue of Life.